# Cortes de Navarra
Cortes de Navarra és un municipi de Navarra, a la comarca de Tudela, dins la merindad de Tudela. Limita amb Buñuel al nord, Novillas (Aragó) a l'est, a l'oest Ribaforada i Ablitas, i al sud Mallén (Aragó).

## Demografia
| Evolució demogràfica                              | Evolució demogràfica | Evolució demogràfica | Evolució demogràfica | Evolució demogràfica | Evolució demogràfica | Evolució demogràfica | Evolució demogràfica | Evolució demogràfica | Evolució demogràfica | Evolució demogràfica |
| 1996                                              | 1998                 | 1999                 | 2000                 | 2001                 | 2002                 | 2003                 | 2004                 | 2005                 | 2006                 | 2007                 |
| ------------------------------------------------- | -------------------- | -------------------- | -------------------- | -------------------- | -------------------- | -------------------- | -------------------- | -------------------- | -------------------- | -------------------- |
| 3 196                                             | 3 207                | 3 268                | 3 290                | 3 329                | 3 361                | 3 379                | 3 339                | 3 329                | 3 362                | 3 350                |
| Fonts: Cortes i Institut d'Estadística de Navarra |                      |                      |                      |                      |                      |                      |                      |                      |                      |                      |